# Чалханоглу, Керим
Кери́м Чалханоглу́ (нем. и тур. Kerim Çalhanoğlu; род. 26 августа 2002, Мангейм, Баден-Вюртемберг) — турецкий и немецкий футболист, полузащитник.

## Карьера

### Клубная
Чалханоглу начинал карьеру в клубах родного Мангейма — «Пфингстберг-Хохштетт», «Некарау» и «Вальдхоф», после чего переехал в академию «Хоффенхайма». Летом 2020 года Керим перешёл в «Шальке 04», где играл за юношескую команду (до 19 лет). 
В сентябре 2020 года он подписал профессиональный контракт с «Шальке» до 2024 года. С ноября Керим стал привлекаться к тренировкам основной команды главным тренером Мануэлем Баумом и до конца года дважды попадал в заявки на матчи Бундеслиги. 5 марта 2021 года Чалханоглу дебютировал за «Шальке» в первом матче главного тренера Димитриоса Граммозиса: в матче 26-го тура Бундеслиги против «Майнца» (0:0) Керим отыграл 90 минут.

### В сборной
В мае 2018 года Чалханоглу провёл единственную игру за сборную Германии (до 16 лет). С октября 2018 года по май 2019 года Керим сыграл в 13 матчах за сборную Германии (до 17 лет), в составе которой принял участие в чемпионате Европы.

## Личная жизнь
Керим — двоюродный брат футболистов Хакана Чалханоглу и Мухаммеда Чалханоглу.